# Sistema de gerenciamento de voo

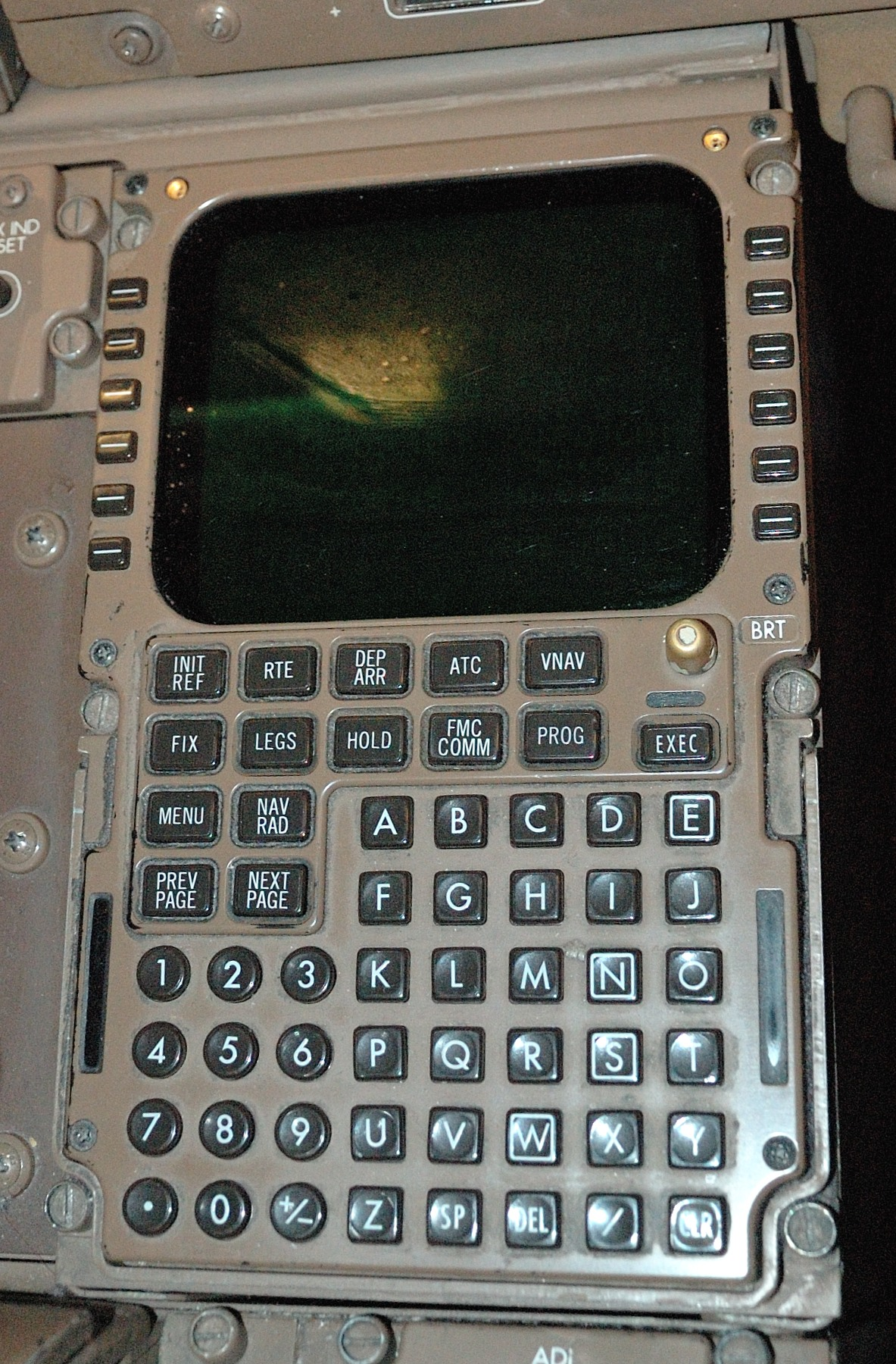
Honeywell Pegasus FMS

O sistema de gerenciamento de voo (português brasileiro) ou sistema de gestão de voo (português europeu), também conhecido pela sigla em inglês FMS (Flight Management System) é uma parte de extrema importância do sistema de orientação e navegação das aeronaves modernas. O FMS é o aviônico que segue o plano de voo, depois de este ter sido configurado e programado pelo piloto no Flight Management Computer (FMC), o que permite ao piloto a ação de corrigi-lo conforme a proa, altitude e velocidade do voo. 
O FMS usa diversos mecanismos para saber a localização da aeronave. Depois das informações inseridas no FMC, o computador leva a aeronave até o local, proa, altitude e velocidade programados. 
O FMS tem geralmente um formato de um pequeno computador, de tamanho e dimensões um pouco maiores do que as dos palmtops. O FMS envia o plano de voo para os instrumentos do painel EFIS (Electronic Flight Instrument System - Sistema Eletrônico de Voo por Instrumentos), e as informações ficam disponíveis no Navigation Display (ND) (tela de navegação da aeronave) ou no MultiFuction Display (MFD), sistema com várias informações da aeronave.
O FMS atual foi introduzido primeiramante no Boeing 767, apesar do fato de que nele já existiam sistemas mais antigos. Nos dias de hoje, este sistema existe em aeronaves monomotoras, como o Cessna 172. Em sua evolução, o FMS ganhou novos tamanhos, capacidades e controles.